# Polymixis aritzensis
Polymixis aritzensis là một loài bướm đêm trong họ Noctuidae.